# Gazda

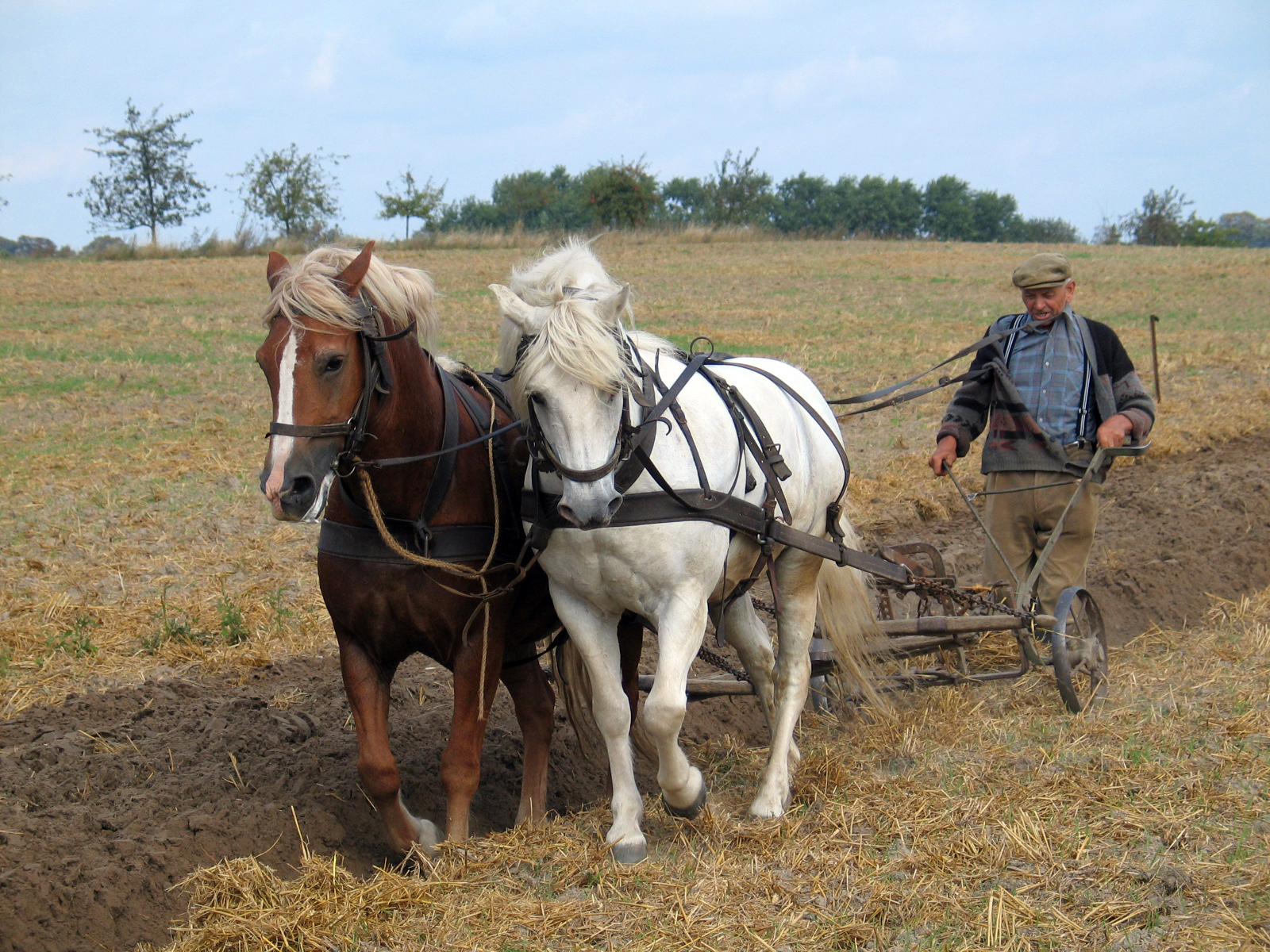
A szántás ezen formája az 1960-as évekig általános volt

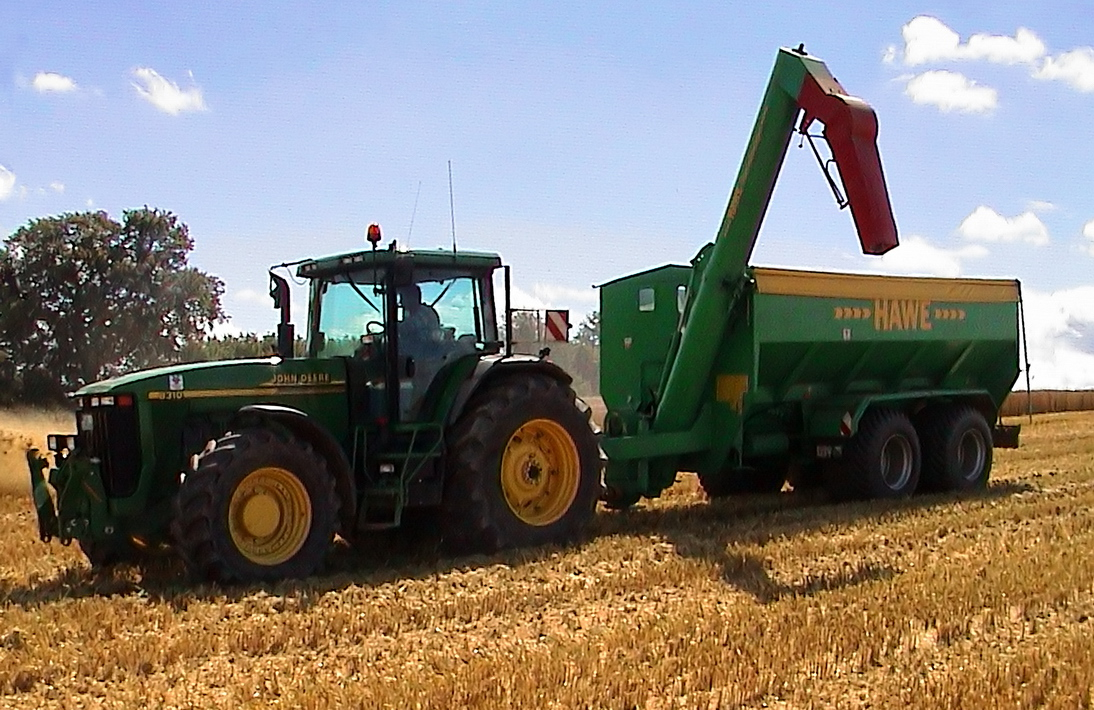
Betakarítás modern eszközökkel

A gazda a vidéki, mezőgazdasági életformában kialakult tulajdonos és tekintély, akinek a legfontosabb tulajdonsága, életének feltétele, hogy hazájában birtoka (földje, épülete és jószága) van, amelyen vagy amivel gazdálkodik azzal a céllal, hogy javainak számát megőrizze és szaporítsa. Ezért a gazda óvja meglévő vagyontárgyait, vigyáz rájuk és elszámolni képes velük egy olyan környezetben, amely minden irányból ki van téve idegenek látogatásának és/vagy érdeklődésének. Nyugat-Európában gyakorlatilag kétszáz éve háborítatlanul alakult ki ez a réteg, és ha nem is nagyszámú, mára okvetlenül racionális és tartós egzisztenciának számít.
A magyar gazda gazdaságának mérete általában kisbirtok vagy családilag megművelhető terület, amely az önellátó életforma mellett már piacra is termel. Ennek ellenére békeidőben a gazda legfeljebb csak házassággal vagy örökölve tudja növelni vagyonát. Természeti katasztrófa, háború és társadalmi rendszerváltozás esetén azonnal kiszolgáltatottá válik, mivel a gazda földtulajdonának megszerzése, a térképek átrajzolása lényegi része lehet az ilyen társadalmi változásoknak.
A gazda más, mint a menedzser, mivel a gazda tulajdonos és a sajátjával gazdálkodik. A földet frissen szerző ember sem gazda, csak tulajdonos. Hasonlóképpen, a nagy birtokokra szert tevők sem gazdák, hanem földbirtokosok, vagyis életformájuk, jövőjük nem függ a földtől. A gazda nem is üzletember, mert romlandó terméket állít elő, amelynek árképzésében is így kiszolgáltatott. A gazdát a helyhez való ragaszkodás is jellemzi, amely viszont az észszerű üzleti viselkedésnek nem sajátja.
A gazda a közelmúlt magyar történelmében vágyott státus, reális életcél volt a több millió falusi, főleg zsellér, béres vagy nincstelen mezőgazdasági dolgozó és családtagja körében. Így például az Amerikába kivándorolt „nincstelen parasztok” nagy része is a keresett pénzzel visszajött és földet vásárolt. A második világháború utáni földosztás is ennek a vágynak a kielégítését szolgálta, de a téeszesítéssel a sikeres, önálló gazdálkodásból megélni képes gazdák száma ismét csökkent.
A kilencvenes évek kárpótlása során a helyben lakó vidékiek közül többen ismét viszonylag (a háztájihoz képest) jelentős földtulajdonra tettek szert, és lehetőség nyílott a vékony vidéki gazdaréteg megerősödésére. Ez ellen hat ma a mezőgazdasági import és az alacsony földár, amely racionális döntésnek tünteti fel a gazda életformával való végleges felszámolást.
A gazda az egyetlen foglalkozás, amelyet kötelesség is űzni, azaz a termőföldet büntetés terhe mellett a gazdának meg kell művelni. Ha a gazda „tehetsége” nem arányos a birtokával vagy gazdaságával, óhatatlanul tönkremegy, amelynek első jeleként nem műveli meg a földjét, később bérbe adja, végül pedig értékesíti. A folyamatot megkönnyíti az olyan jövőkép, amely optimistán állítja be a mezőgazdasági termelés fejlődését és eredményességét, beruházásra sarkalja az érdekelt gazdákat, majd a nap végén, a legrosszabb eshetőségnél is rosszabb piaci és költségvetési feltételek kialakulása során, magára hagyja az eladósodott termelőket, akik elvesztik elzálogosított tárgyaikat, és idővel felélni kénytelenek az ingatlanban meglévő tartalékaikat is.
A gazda a XXI. században nem csak egy foglalkozás, hanem egy szakképesítés is.  Mezőgazdaság és erdészet ágazat képzése, amely szakképzettség megszerzésével zárul. Választható szakmairányok: Állattenyésztő szakmairány, Lovász szakmairány, Növénytermesztő szakmairány. A gazda általános mezőgazdasági szakismerettel, a mezőgazdasági munkák végzéséhez szükséges elméleti, ﬁzikai és gyakorlati felkészültséggel, vállalkozói tevékenységhez szükséges alapismeretekkel is rendelkező mezőgazdasági szakember.

Magyarországon az új földtörvény szerint a jövőben csak az kaphat az egyéb jogosultsági feltételeknek való megfelelés mellett engedélyt a földvásárlásra és földhaszonbérlet kötésére, aki szerepel a földművesek adatbázisában, amihez megfelelő végzettség szükséges, a gazda szakképesítés mellett az aranykalászos gazda a legnépszerűbb ilyen képzés.